# Wtórny radar dozorowania

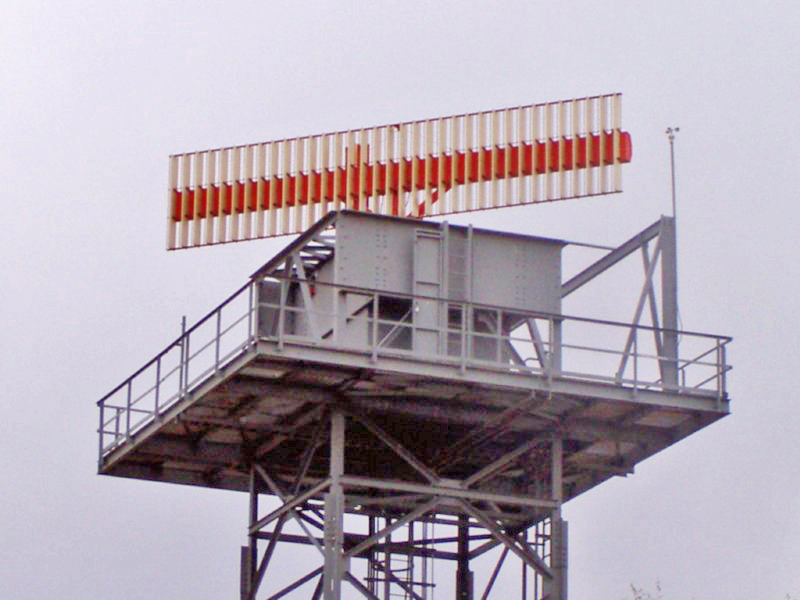
Antena radaru SSR niemieckiej kontroli ruchu lotniczego DFS niedaleko Neubrandenburgu

Wtórny radar dozorowania (ang. secondary surveillance radar w skrócie SSR) – radiowe urządzenie telekomunikacyjne zainstalowane w obiektach służby kontroli ruchu lotniczego, współdziałające z transponderami zainstalowanymi na pokładach statków powietrznych. Zasada działania opiera się na wojskowym systemie identyfikacji swój-obcy IFF (z ang. Identification Friend or Foe).

## Opis systemu
Opracowany podczas II wojny światowej radar poza zastosowaniami wojskowymi znalazł oczywiste obecnie zastosowanie w kontroli cywilnego ruchu powietrznego jako środek ciągłego nadzoru przestrzeni powietrznej. Wzrost precyzji urządzeń radarowych umożliwił zmniejszenie standardowych bezpiecznych odległości między statkami powietrznymi, co z kolei znacznie zwiększyło przepustowość portów lotniczych, oraz wykorzystanie korytarzy powietrznych. Główną zaletą systemu kontroli lotów nazywanego również radarem pierwotnym (ang. Primary Surveillance Radar w skrócie PSR) jest jego całkowita niezależność od śledzonego samolotu. Oczywista zaleta jest jednocześnie jego wadą, gdyż porównanie pozycji śledzonego samolotu podczas jednego obrotu anteny radaru jest dość trudne i wymaga uważnej obserwacji ekranu przez operatora. W celu usprawnienia systemu zaistniała konieczność wprowadzenia dodatkowej identyfikacji poszczególnych statków powietrznych.
Rozwiązaniem problemu okazał się być kolejny wojskowy wynalazek opracowany podczas wojny, współpracujący z radarem system identyfikacji swój-obcy IFF, który został stworzony w celu odróżniania własnych samolotów bojowych od maszyn wroga. Cywilna odmiana tego systemu jest nazywana wtórnym radarem dozorowania, lub częściej opisywana skrótem SSR angielskiej nazwy, a w Stanach Zjednoczonych określana jako system radiolatarni kontroli ruchu powietrznego (Air Traffic Control Radar Beacon System w skrócie ATCRBS). Działanie systemu opiera się na pracujących na częstotliwościach radarowych transponderach, które są zainstalowane na pokładach statków powietrznych i mają za zadanie odpowiadać odpowiednio zakodowaną informacją na sygnały nadawane z ziemi przez system SSR. Sygnał jest nadawany dookólnie, dlatego aby nie zakłócać jest on elektronicznie kodowany, co dodatkowo umożliwia przesyłanie dodatkowych informacji do systemu radaru pierwotnego PSR.

## Działanie systemu SSR
Głównym celem systemu SSR jest zwiększenie możliwości wykrywania i identyfikowania statków powietrznych, oraz określenie ich poziomu lotu (wysokości ciśnieniowej). System SSR cały czas podczas obrotu anteny emituje impulsy z zapytaniem, a transponder na pokładzie statku powietrznego, który nasłuchuje tych sygnałów, wysyła odpowiedź natychmiast po znalezieniu się w jego zasięgu. Rodzaj wysyłanych w odpowiedzi informacji zależy od trybu pracy systemu SSR, ale generalnie powoduje on pojawienie się na ekranie systemu radaru pierwotnego PSR opisanej ikony symbolizującej statek powietrzny. Samoloty, które nie posiadają na pokładach transponderów również są wykrywane przez PSR, ale nie posiadają dodatkowych opisów na ekranie radaru.
Radar SSR nadaje impulsowo zapytanie na częstotliwości 1030 MHz jednocześnie nasłuchując odpowiedzi na częstotliwości 1090 MHz.

## Tryby działania systemu SSR
Transpondery statków powietrznych mogą pracować w różnych trybach, z których każdy umożliwia przesłanie innego zestawu informacji.
- Mode 1 – tryb używany tylko do celów wojskowych, który może być wybrany przełącznikiem w kabinie pilotów. Przesyła dwucyfrowy 5-bitowy kod misji.
- Mode 2 – tryb używany tylko do celów wojskowych, który jest ustawiany przez obsługę naziemną w myśliwcach, natomiast w większych samolotach transportowych może być zmieniony także podczas lotu. Przesyła czterocyfrowy ósemkowy kod statku powietrznego.
- Mode 3/A – tzw. kod squawk składający się z czterocyfrowego ósemkowego numeru identyfikacyjnego samolotu przydzielanego przez służbę kontroli lotów. Stosowany w lotnictwie cywilnym i wojskowym.
- Mode 4 – kod wojskowy w postaci 3-impulsowej kodowanej odpowiedzi.
- Mode 5 – wojskowy system bezpiecznej zakodowanej transmisji, oparty na trybie pracy Mode S i ADS-B GPS.
- Mode C – dawniej oznaczany jako Mode 3/C, transmituje 10-bitowy kod Graya z informacjami o pułapie lotu (wysokość ciśnieniowa) odczytanymi z wysokościomierza. Używana w lotnictwie cywilnym i wojskowym.
- Mode S – Zasadniczą zmianą w trybie S (ang. Select) jest przypisanie każdemu statkowi powietrznemu indywidualnego, stałego 24-bitowego adresu nadawanego przez uprawnioną instytucję (w Polsce dla statków cywilnych – Urząd Lotnictwa Cywilnego). Umożliwia to indywidualne komunikowanie się z wybranym samolotem. Posiadanie przez samolot unikalnego adresu pozwala na efektywną komunikację w warunkach zagęszczonego ruchu powietrznego, ogranicza wzajemne zakłócanie się transmisji od różnych samolotów, umożliwia też budowę innych systemów nadzorowania (np. ADS-B), antykolizyjnych (ACAS) i przekazywanie informacji o ruchu lotniczym (TIS, TIS-B, ADS-R). Tryb S zapewnia detekcję błędów transmisji i umożliwia ich korekcję. Używany w lotnictwie wojskowym i cywilnym.

Zgodnie z wytycznymi ICAO dla lotnictwa cywilnego stosuje się trzy tryby: A, C i S. przy czym tryb S jako bardziej nowoczesny stopniowo zastępuje starsze.
Wyboru trybu pracy dokonuje stacja naziemna (radar), uwzględniając możliwości własne i transpondera danego statku powietrznego, zwykle „zaczynając” komunikację od trybu A/C. Ponieważ tryb S zapewnia wsteczną kompatybilność z trybami A i C, transponder trybu S może współpracować ze stacją naziemną w trybie A/C, a stacja naziemna trybu S może współpracować z transponderem trybu A/C.
W trybie A transponder przesyła w odpowiedzi do stacji naziemnej 12-bitowy kod (zwykle opisywany kodem ósemkowym, tj. za pomocą 4 cyfr z zakresu 0 do 7). Jest to tzw. squawk code przydzielany przez służbę kontroli ruchu lotniczego w celu identyfikacji i śledzenia. W szczególnych przypadkach kod ten może zostać ustawiony przez załogę statku powietrznego na jedną z wartości specjalnych, które oznaczają:
7700 – samolot w niebezpieczeństwie (Emergency)
7600 – awaria łączności radiowej (Communication loss)
7500 – porwanie (Unlawful interference)
W trybie C transponder przesyła w odpowiedzi informację o pułapie lotu.
Tryb S znacząco rozszerza możliwości wymiany informacji. W odróżnieniu od transpondera A/C, który często był oddzielnym urządzeniem, transponder trybu S jest swego rodzaju modemem i staje się częścią systemu, łączącym awionikę samolotu z systemami naziemnymi.
Poza kodem squawk i pułapem lotu transponder trybu S może – w zależności od wyposażenia – przesłać wiele innych informacji, w tym:
- nazwę samolotu (np. SP-ABC) lub identyfikator lotu (Flight ID np. LOT609)
- informację o kategorii statku powietrznego (np. lekki samolot, helikopter, szybowiec itp.),
- współrzędne geograficzne, prędkość i kierunek lotu,
- informacje o zaprogramowanej trasie przelotu.

Transponder trybu S umożliwia też przekazywanie danych ze stacji naziemnej do samolotu, np. informacje o innych samolotach znajdujących się w pobliżu (system TIS – Traffic Information Services).